# Georges Feher
Pour les articles homonymes, voir Feher.
Dans le nom hongrois Fehér György, le nom de famille précède le prénom, mais cet article utilise l’ordre habituel en français György Fehér, où le prénom précède le nom.
Georges Feher, né György Fehér,, est un artiste peintre figuratif et lithographe de l'École de Paris né à Miskolc (Hongrie) le 22 janvier 1929, vivant en France depuis 1954, d'abord à Paris (successivement au 2, rue des Beaux-Arts et au 23, rue Oudinot), puis s'installant à Montcourt-Fromonville (Seine-et-Marne) en 1972. Mort le 10 décembre 2015, il repose au cimetière de Montcourt-Fromonville.

## Biographie
Georges Feher est l'élève d'István Szőnyi (1894-1960), artiste post-impressionniste considéré alors comme le principal héritier spirituel de l'École de Nagybánya, à l'Université hongroise des beaux-arts de Budapest de 1946 à 1948. Reconnaissant envers ce maître qui sera dit en 1984 Juste parmi les nations, Georges Feher se souvient: « Le langage de Szőnyi était double; à son enseignement d'une grande rigueur, il opposait l'idée que nous ne serions vraiment artistes qu'après l'université, en gagnant la nature et en peignant ce que nous voulions. Il nous dirigeait tout en nous signifiant notre totale liberté ».
Si Georges Feher, en ces années d'études, fait durablement la connaissance de Simon Hantai (les deux artistes vivront un jour à proximité l'un de l'autre en Seine-et-Marne), il se lie surtout d'une très forte amitié avec deux condisciples, Paul Kallos et Agathe Vaïto (1928-1974, née Vajtó Ágota). Georges Feher est alors également l'ami d'un étudiant en architecture, David Georges Emmerich (1925-1996), qui sera plus tard reconnu en France comme le spécialiste de la tenségrité. Avec Paul Kallos, au terme de ses études, Georges Feher quitte clandestinement la Hongrie devenue stalinienne pour un difficile périple les conduisant à Paris, n'y arrivant avec le statut de réfugié politique qu'après avoir passé un an dans un camp de réfugiés près de Salzbourg.
En 1951, Georges Feher décide de quitter Paris pour le Canada. Percevant, en revenant à Paris en 1954, que la prédominance de l'art informel est dans l'air du temps, il connaît une période abstraite: « Je pensais que vivre à Paris m'obligeait à l'abstraction, c'était une belle idiotie » évoquera-t-il, non sans humour et auto-dérision puisque l'on retrouve une démarche similaire chez Paul Kallos et Agathe Vaïto, cette dernière ayant quitté Budapest pour gagner Paris, légalement pour sa part, un an avant ses deux amis qui l'y ont retrouvée. C'est au cours de l'été 1957 passé avec Bernard Dufour dans le village de Gordes (Vaucluse) qu'avec la peinture de paysage Georges Feher revient définitivement à l'art figuratif.

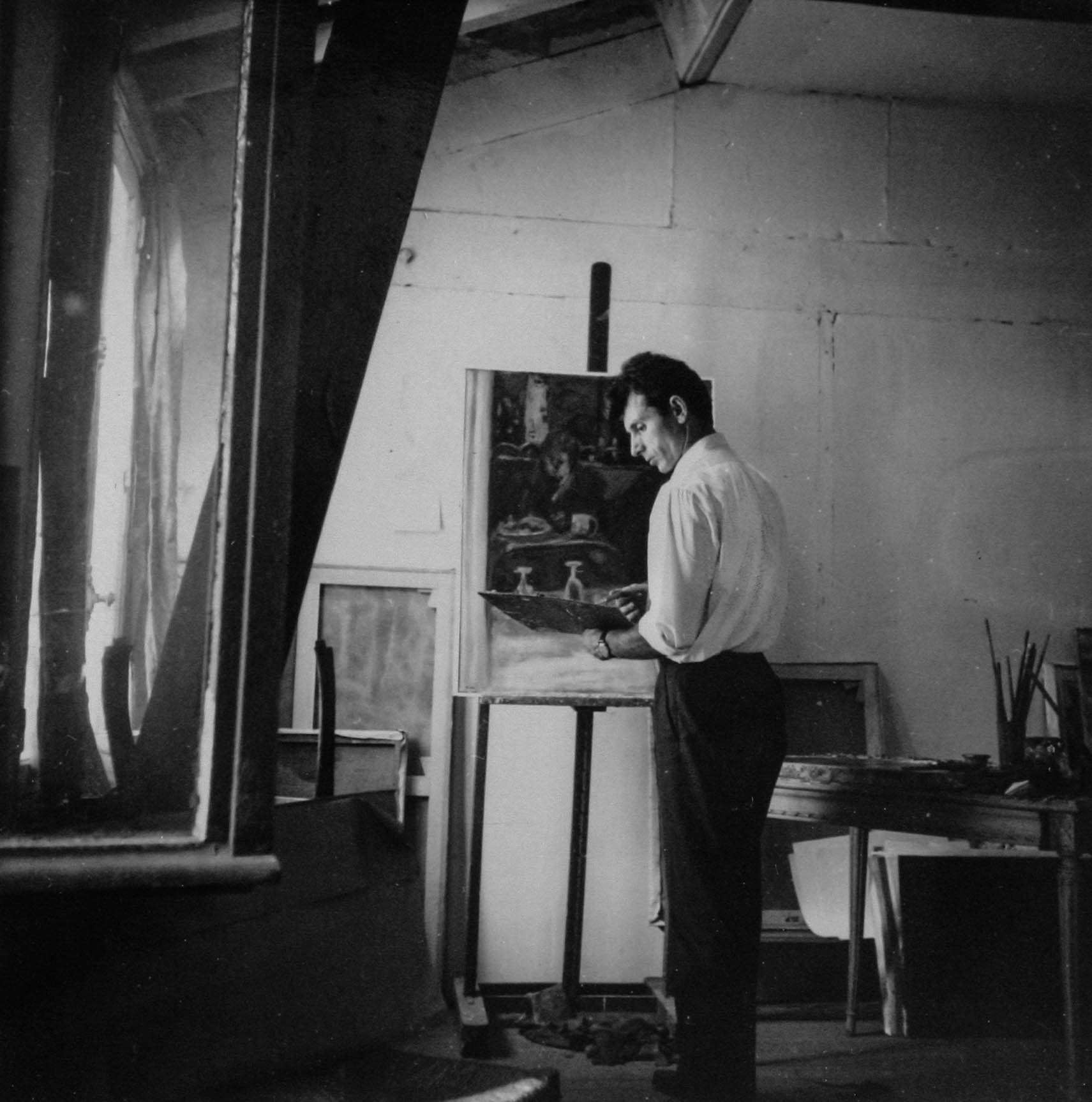
Georges Feher dans son atelier de la rue Daguerre.

C'est par Paul Kallos et Agathe Vaïto que Georges Feher fait la connaissance du marchand de tableaux Pierre Loeb (qui épousera Agathe Vaïto en 1957) qui le logera dans une chambre au-dessus de la galerie, au 2, rue des Beaux-Arts (Georges Feher conservera son atelier au 19, rue Daguerre) puis qui, appréciant ses tableaux, décidera de l'exposer. De cette époque, les traits de Georges Feher nous restent fixés par un portrait dû à la sœur de Pierre Loeb, la photographe Denise Colomb,.
En même temps que son mariage avec Chantal en janvier 1961 (leur fille Anne-Laure, aujourd'hui restauratrice de tableaux, naît en 1964), qu'il revient dans le sud de la France où il fixe ses impressions de Rayol-Canadel-sur-Mer, Bandol et Saint-Tropez et qu'au sein de "l'écurie Pierre Loeb" Georges Feher devient l'ami d'Arpad Szenes et de son épouse Maria Elena Vieira da Silva, sa peinture est remarquée de l'éditeur Jean-Gustave Tronche, directeur de la Nouvelle Librairie de France, qui rapprochera notre artiste de Fernand Mourlot pour l'illustration lithographiée des écrits d'Antoine de Saint-Exupery, puis de Paul Verlaine.
En octobre 1963, installé dans l'appartement du 23, rue Oudinot (où vécut juste avant lui le peintre orientaliste Jean-Charles Duval qui y recevait son vieil ami Edgar Degas), Georges Feher participe, à la Galerie Charpentier (76, Faubourg Saint-Honoré), à l'exposition Grands et jeunes d'aujourd'hui dont le principe est que chaque "jeune" peintre y est parrainé par un aîné co-exposant, un "grand". Le "grand" de Georges Feher, Orlando Pelayo, Eduardo Arroyo, André Cottavoz, Albert Bitran et Gustav Bolin y est Alexandre Garbell qui justifie ce parrainage: « Pour moi, il ne s'agit nullement de vouloir me présenter ici en chef de file. Mon choix n'est pas souvent allé aux peintres plus "jeunes" que j'ai pu influencer mais plutôt à ceux qui ont déjà réalisé une œuvre personnelle et auxquels je fais confiance ». Georges Feher restera l'ami de « Sacha » Garbell (habitant lui aussi la Seine-et-Marne) dont il tiendra à connaître le lieu thématique majeur: les plages et les falaises de Mers-les-Bains et du Tréport.

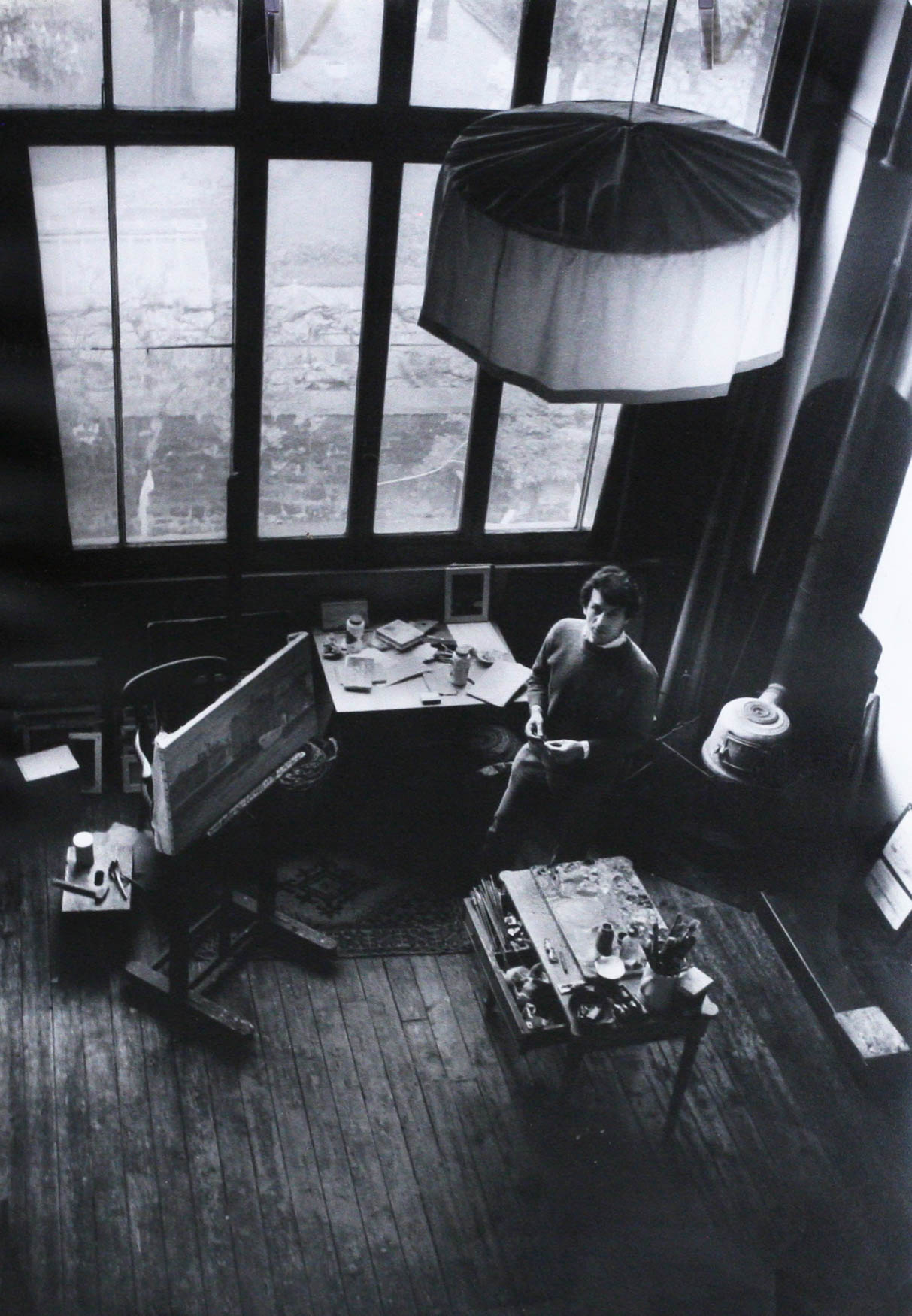
Georges Feher dans son atelier du 23, rue Oudinot, 1964.

Devenant, avec Philippe Cara Costea, Alain Mongrenier, Jack Chambrin et Jacques Van den Bussche, l'un des artistes permanents de la Galerie Jean-Claude Bellier, Georges Feher va alors régulièrement, en chaque début d'été, se rendre dans l'île d'Ibiza. Ses séjours variant de périodes de quelques semaines à huit mois, il estime y avoir peint environ un millier de tableaux, notamment ses perceptions de Dalt Vila: « La très belle lumière d'Ibiza en fait pour moi le lieu picturalement le plus impressionnant » évoque-t-il. D'autres villégiatures le conduisent néanmoins en Italie - principalement à Venise (qui avec ses recoins secrets et ses Sotoportegos constituera le thème de son exposition de 1993), mais aussi à Salerne et Amalfi - et, plus encore, en Grèce, dans l'Ile d'Hydra et dans la région du Mont Pelion et de Volos.
Luttant contre la cruelle maladie qui l'a emporté le 10 décembre 2015, Georges Feher continue de peindre jusqu'aux ultimes instants de sa vie, faisant que son œuvre lui est demeurée dans un accomplissement toujours en devenir. L'austérité des scènes d'intérieur et d'atelier (des natures mortes sombres, des murs froids et dépouillés) y est contredite par des paysages que l'artiste est toujours allé rechercher dans le sud, comme pour s'affranchir par l'évasion et la lumière d'une peinture de l'enfermement et du désespoir. En cela, son œuvre est bien porteuse de la double leçon d'István Szőnyi : Georges Feher est un peintre « de rigueur et de liberté ».

## Livres illustrés
- Antoine de Saint-Exupéry, Œuvres complètes, Nouvelle Librairie de France, 1963, 54 lithographies originales de Georges Feher réalisées sur les presses de l'atelier Fernand Mourlot[15].
- Prints from the Mourlot press, 1964, 2 lithographies originales de Georges Feher.
- Paul Verlaine, Œuvres poétiques - Sagesse, Jadis et naguère, Nouvelle Librairie de France, Paris, 1967, 12 lithographies originales de Georges Feher réalisées sur les presses de l'atelier Mourlot.

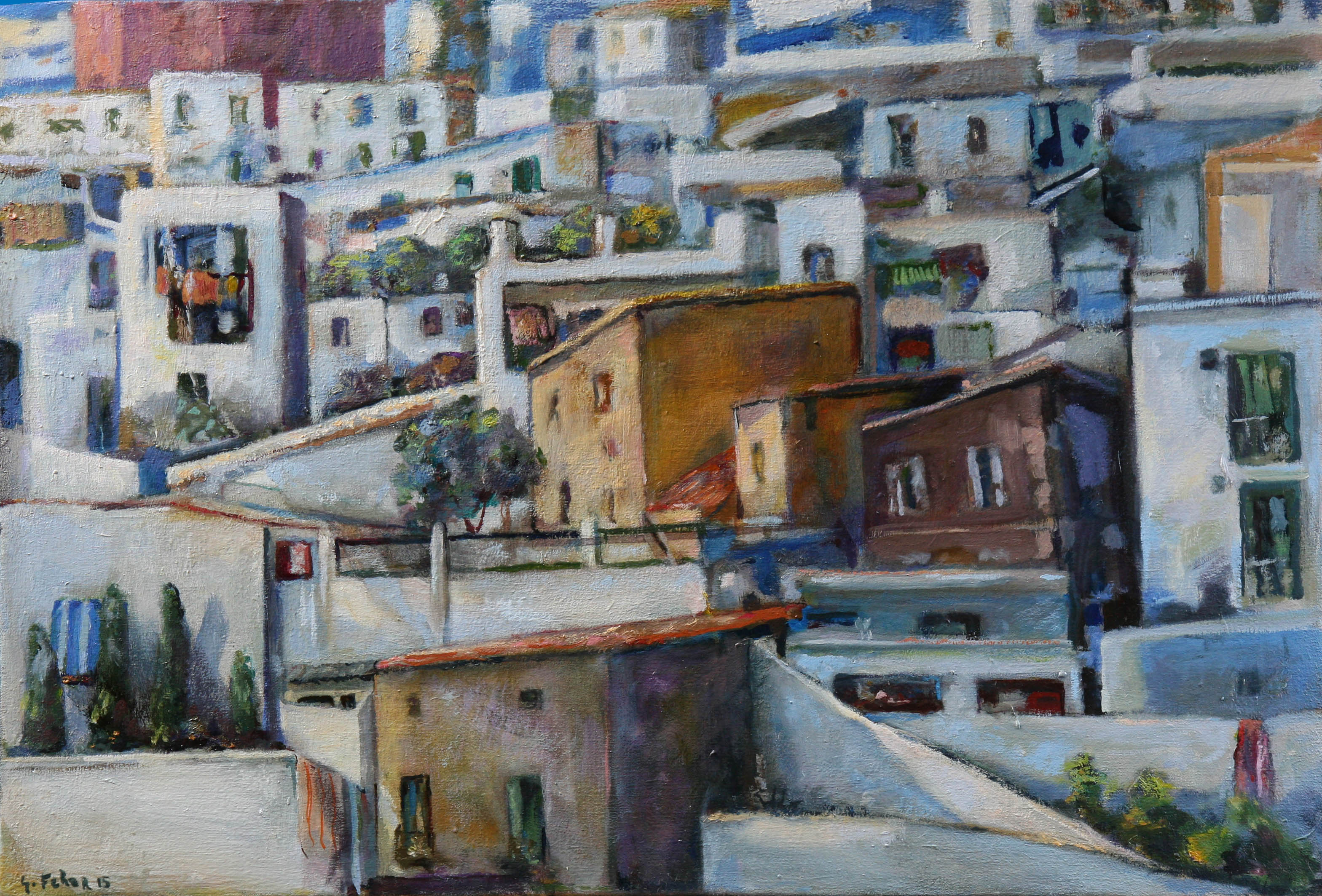
Dalt Vila, Ibiza,.

## Expositions individuelles
- Galerie de Seine, Paris, 1959.
- Galerie Muratore, Nice, 1961.
- Galerie Jean-Claude Bellier, Paris, juin-juillet 1965.
- Galerie Keio Umeda, Tokyo, 1968.
- Galerie Keio Umeda, Osaka, 1969, 1971.
- Galerie Münsterberg, Bâle, 1970.
- Galerie d'art contemporain, Ibiza, 1972.
- Galerie Tamenaga, Osaka, 1973.
- Galerie Anne Colin, Paris, 1973, 1979.
- Galerie Theo, Madrid, 1974.

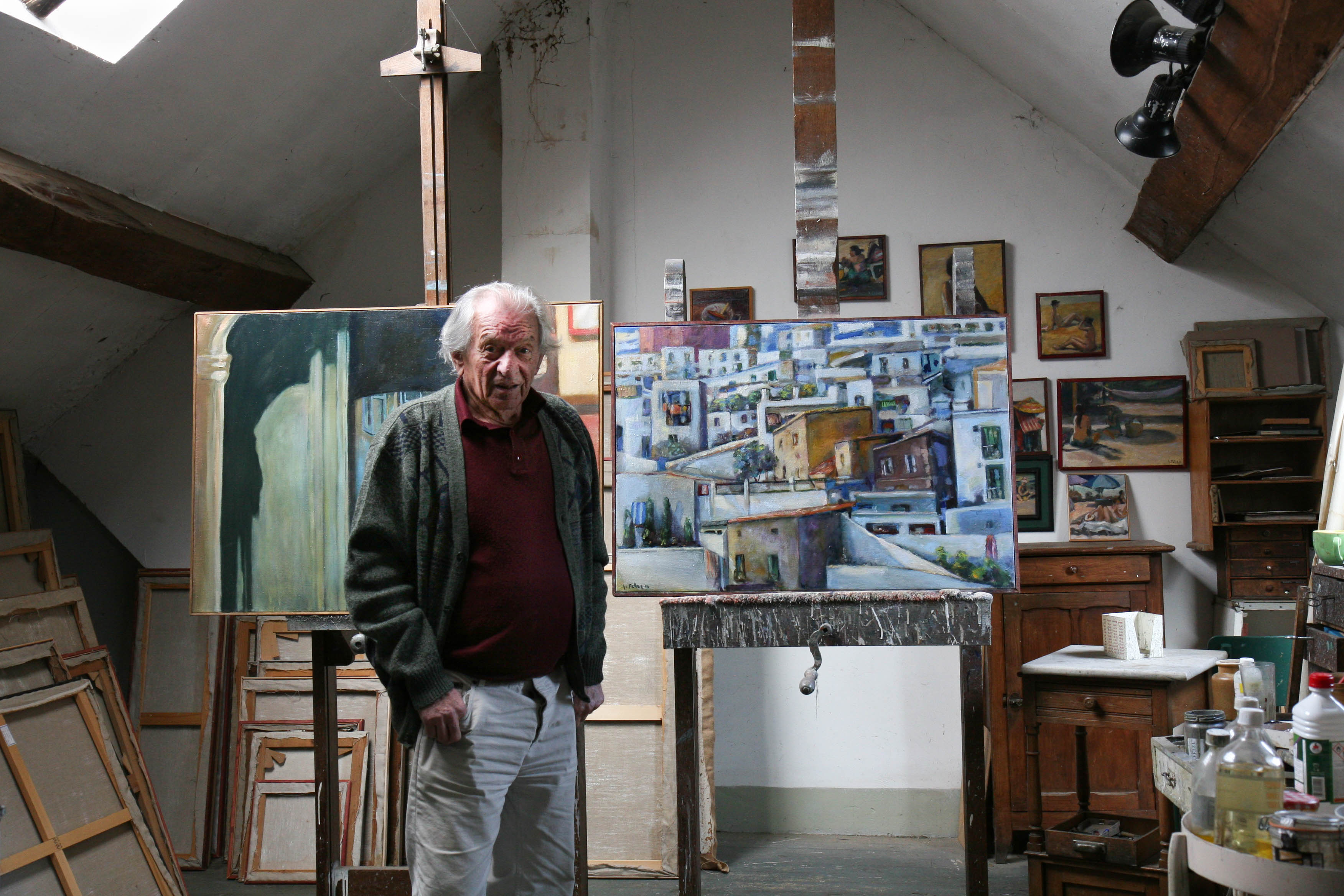
Georges Feher dans son atelier, Montcourt-Fromonville, octobre 2015.

- Georges Feher dans son atelier, Montcourt-Fromonville, octobre 2015.Country Club, Rueil-Malmaison, 1984.
- Galerie Corianne, Paris, 1988.
- Galerie Gloux, Concarneau, 1990.
- Galerie Claude Hemery, Paris, 1991.
- Venise, Galerie Saint-Sauveur, Dinan, 1993.
- Galerie Merle d'Aubigné, Paris, 1995.
- Galerie J. et M. Badin, Fontainebleau, 1996.
- Espace Jean de Joigny, Joigny, 1997, 1998.
- Galerie Derkovits, Budapest, 2000, 2001.
- Galerie Côtérue, Barbizon, avril-mai 2003[19], 2004.
- Galerie Secco, Budapest, 2004, 2005.
- Mairie (salons du château) de Montcourt-Fromonville, 2006.
- Galerie Art et Planète, Paris, 2008.
- Exposition Georges Feher, 1929-2015, Anne-Laure Feher, 4 rue du Canivet, Paris, 8-12 décembre 2017.
- Georges Feher, 1929-2015 - Dessins, esquisses, tableaux, galerie Sidonie Laude, Paris, décembre 2018.

## Expositions collectives
- Galerie Art vivant, Paris, 1956.
- Huit peintres de trente ans, Galerie Pierre, Paris, 1959.
- Morgan Knotte Gallery, Dallas, 1961, 1964.
- École de Paris, Galerie Charpentier, Paris, 1963.

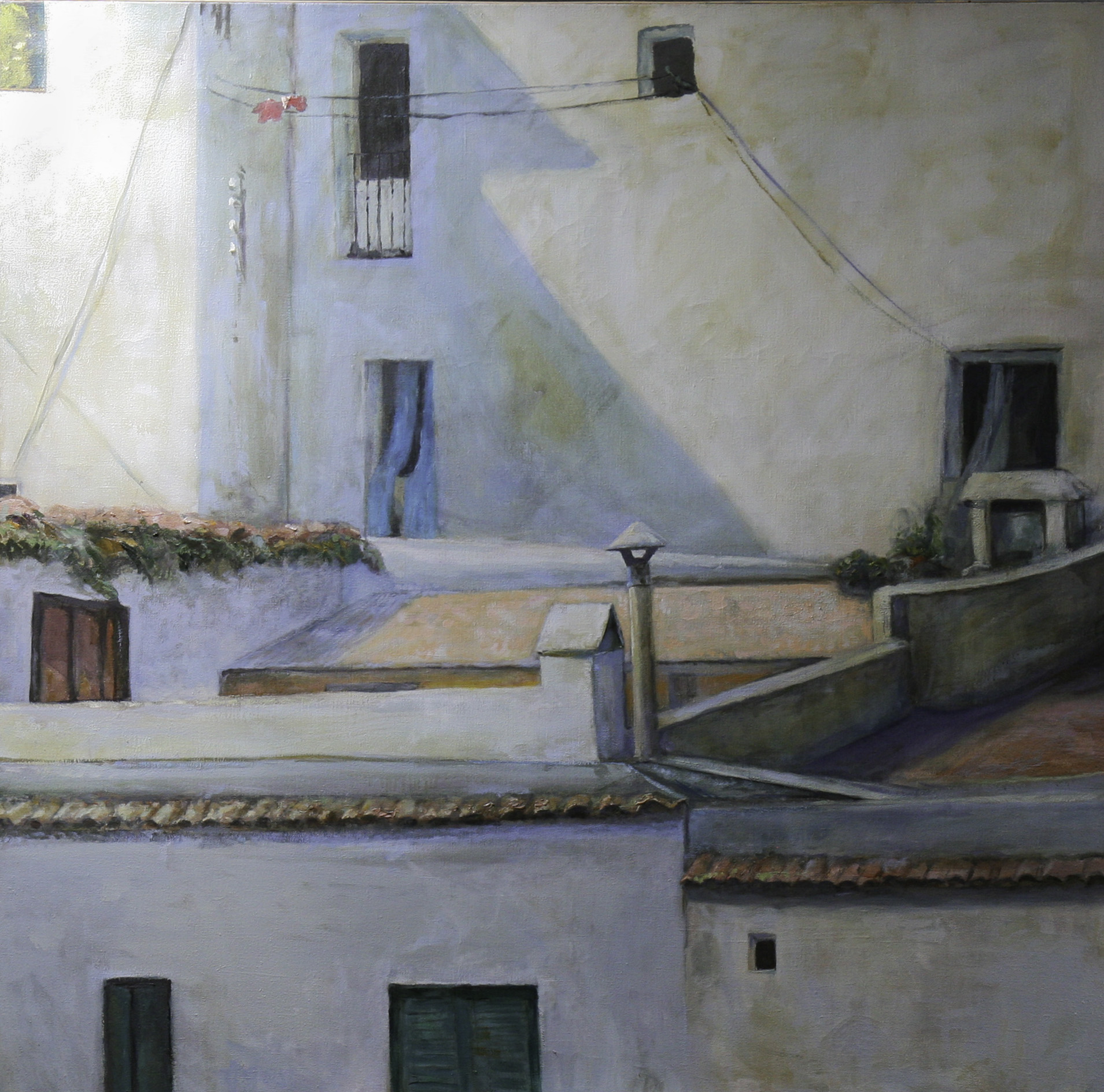
Façades à Ibiza,.

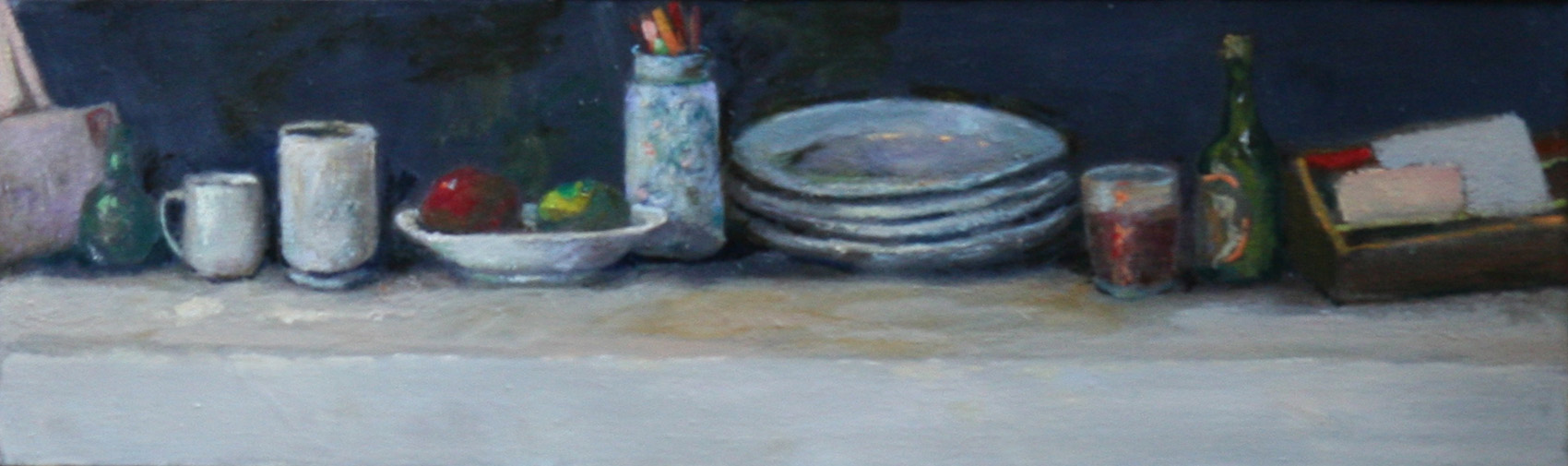

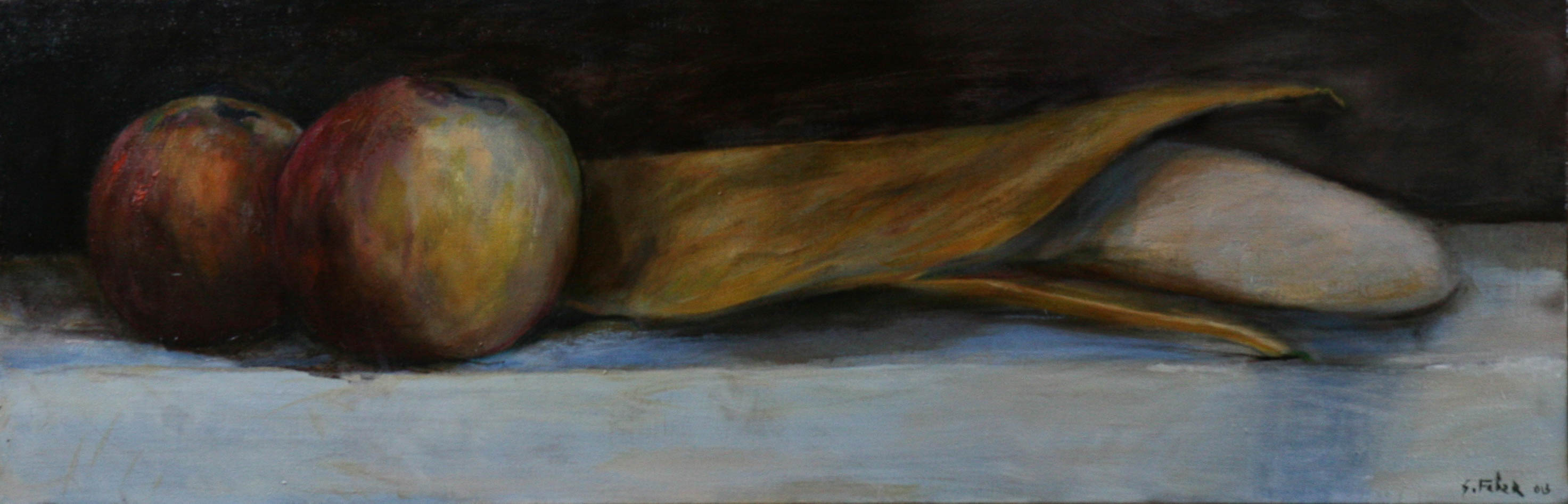
Natures mortes.

- Salon grands et jeunes d'aujourd'hui, Galerie Charpentier, 1963.
- Grands maîtres, petits formats : Pierre Bonnard, Philippe Cara Costea, Jean Commère, Henri-Edmond Cross, Honoré Daumier, André Derain, Charles Despiau, Charles Dufresne, Raoul Dufy, André Dunoyer de Segonzac, Georges Feher, Tsugouharu Foujita, Édouard Goerg, Jean Jansem, André Marchand, Henri Matisse, André Minaux, Alain Mongrenier, Roger Mühl, Jules Pascin, Pierre-Auguste Renoir, Georges Seurat, Paul Signac, Maurice de Vlaminck, Jacques Van de Bussche., Galerie Jean-Claude Bellier, décembre 1964.
- Musée de l'Athénée, Genève, 1966.
- Salon d'automne, Grand Palais, Paris, 1967.
- Paris, Galerie Nichido, Tokyo, 1967.
- Galerie Tamenaga, Tokyo, de 1968 à 1976.
- Exposition internationale du figuratif, Tokyo, 1968.
- Galerie Simone van Dormael, Bruxelles, 1976.
- Hommage à Pierre Loeb, Musée d'art moderne de la ville de Paris, juin-septembre 1979.
- Hommage à Pierre Loeb, Musée d'Ixelles, octobre-décembre 1979.
- Galerie 5, Fontainebleau, 1985.
- Galerie des Granges, Lyon, 1985.
- Exposition MagyArt, hôtel de ville et INSEAD, Fontainebleau (Georges Feher, invité d'honneur), 2001.
- Galerie Abigail, Budapest, 2007.

## Réception critique
- « Infatigable voyageur, il a multiplié, aiguisé ses sensations à la lumière de Venise, d'Ibiza, de la Grèce, devant Rembrandt découvert en Hollande. Mais c'est dans la solitude de l'atelier qu'il a élaboré et mûri les grandes toiles silencieuses où ruisselle le flot innombrable de son âme inquiète et vibrante. Ce que Feher nous apporte est à la fois très simple et très subtil. Ses thèmes empruntés à l'intimité familière pourraient se définir l'intérieur vu de l'extérieur, et l'extérieur vu de l'intérieur, unis dans une large synthèse. Sous une lumière vespérale, répandue sur d'amples plans monumentaux, un foisonnement de couleurs pures et exquises suscite les objets les plus communs, les éveille à une vie mystérieuse, nostalgique et intense. Les grands vides et le plein voisinent naturellement, comme dans l'existence, parfois se bousculent, parfois s'équilibrant dans une harmonie apaisée, enfin retrouvée. La peinture de Feher nous entraîne vers un singulier voyage à travers le monde immédiat que se crée l'homme pour y vivre. » - Raymond Charmet[14]
- « Les dessins de Georges Feher vivent une existence menacée. Notes rapportées d'Ibiza, de Venise, ou de la maison parmi les arbres, ils passent quelque temps à mûrir dans le vivier d'un carton. Puis, un beau jour, ils se retrouvent épinglés sur un chevalet. Bientôt, ils sont couverts de couleur et changés en douceurs et en stridences. En harmonies distinguées qu'une acidité vient relever ici ou là. J'aime la démarche rustique de son crayon, tantôt trace épaisse, tantôt un simple fil. Des velours noirs et des effleurements de gris. Des lignes qui guident et des points qui s'enfoncent. Le trait passe derrière une branche pour en donner l'arrondi et s'arrête, cabré, au bord des lumières que dit le blanc du papier. » - Hubert Comte[20]

## Musées et collections publiques
- Cabinet des estampes de la Bibliothèque nationale de France.
- Département Patrimoine littéraire et bibliophilie, Bibliothèque départementale du Loiret, Orléans.
- Bibliothèque municipale de Lyon.